# Panenský vrch v Hnězdně
Panenský vrch v Hnězdně (polsky Wzgórze Panieńskie) je druhé nejvýznamnější místo v Hnězdně, hned po Lechově kopci. 

## Historie
Jde pravděpodobně o nejraněji osídlené místo v Hnězdně, jeden ze sedmi kopců (pahorků), na kterých bylo založeno město.  
Na Panenském vrchu vznikl Trh (polsky Rynek). Na území tohoto vrchu byly odkryty pozůstatky osady z 8. století, kde se obyvatelé této osady zabývali především řemesly a obchodem. Ve skutečnosti stopy osídlení sahají mnohem hlouběji do minulosti. Snad až do období Římské říše a kočovných kmenů (od počátku našeho věku do roku 570). 
Název je připisován klášteru klarisek. 

## Galerie

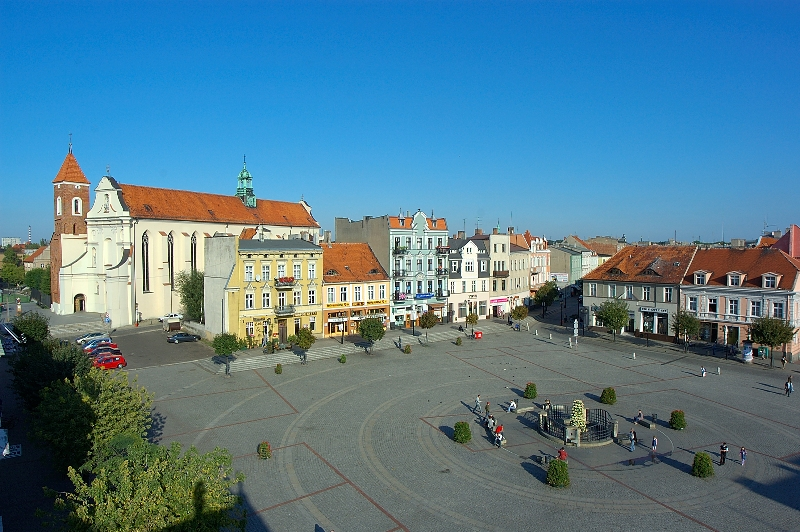
Pohled z ptačí perspektivy
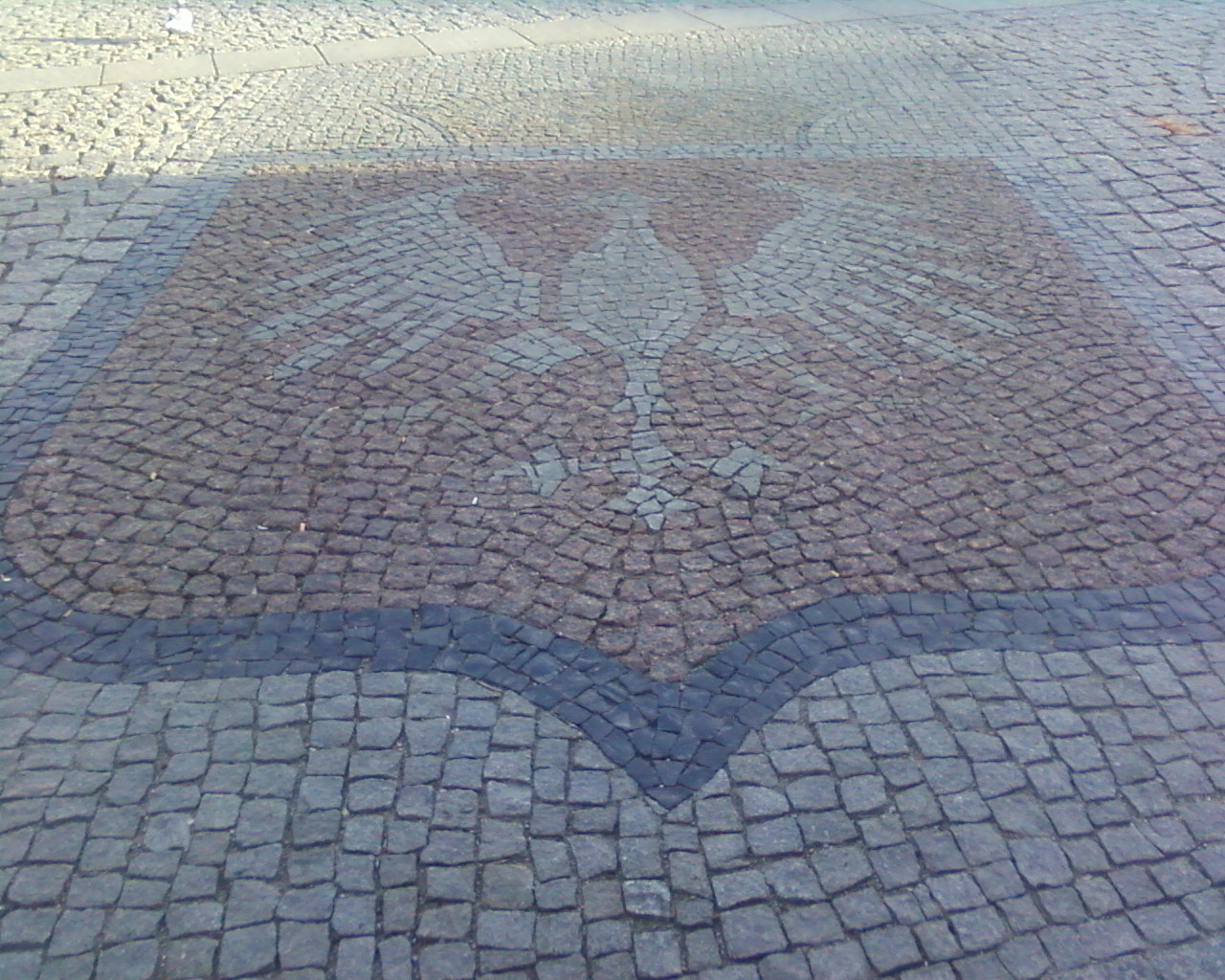
Městský znak
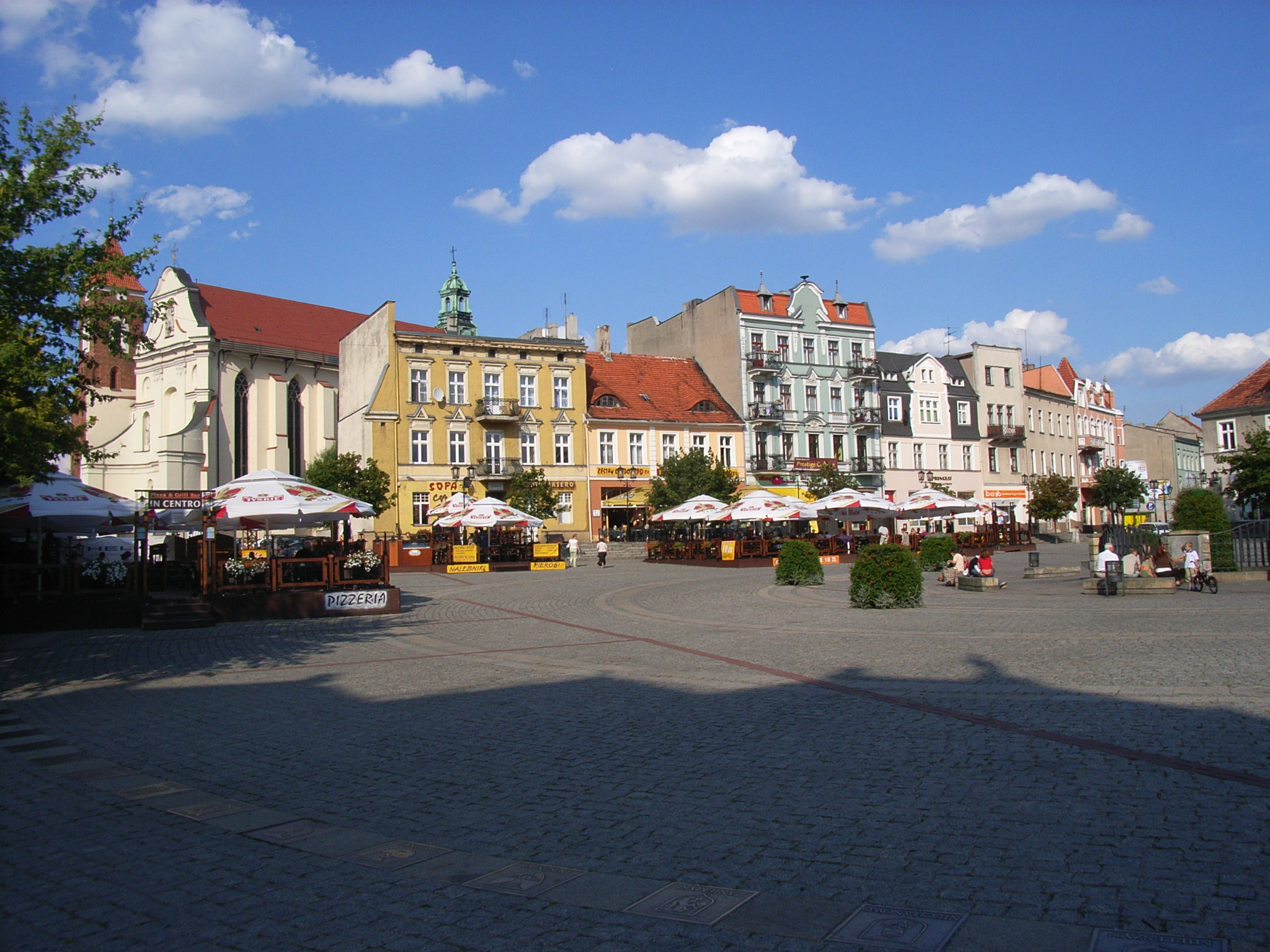
Náměstí
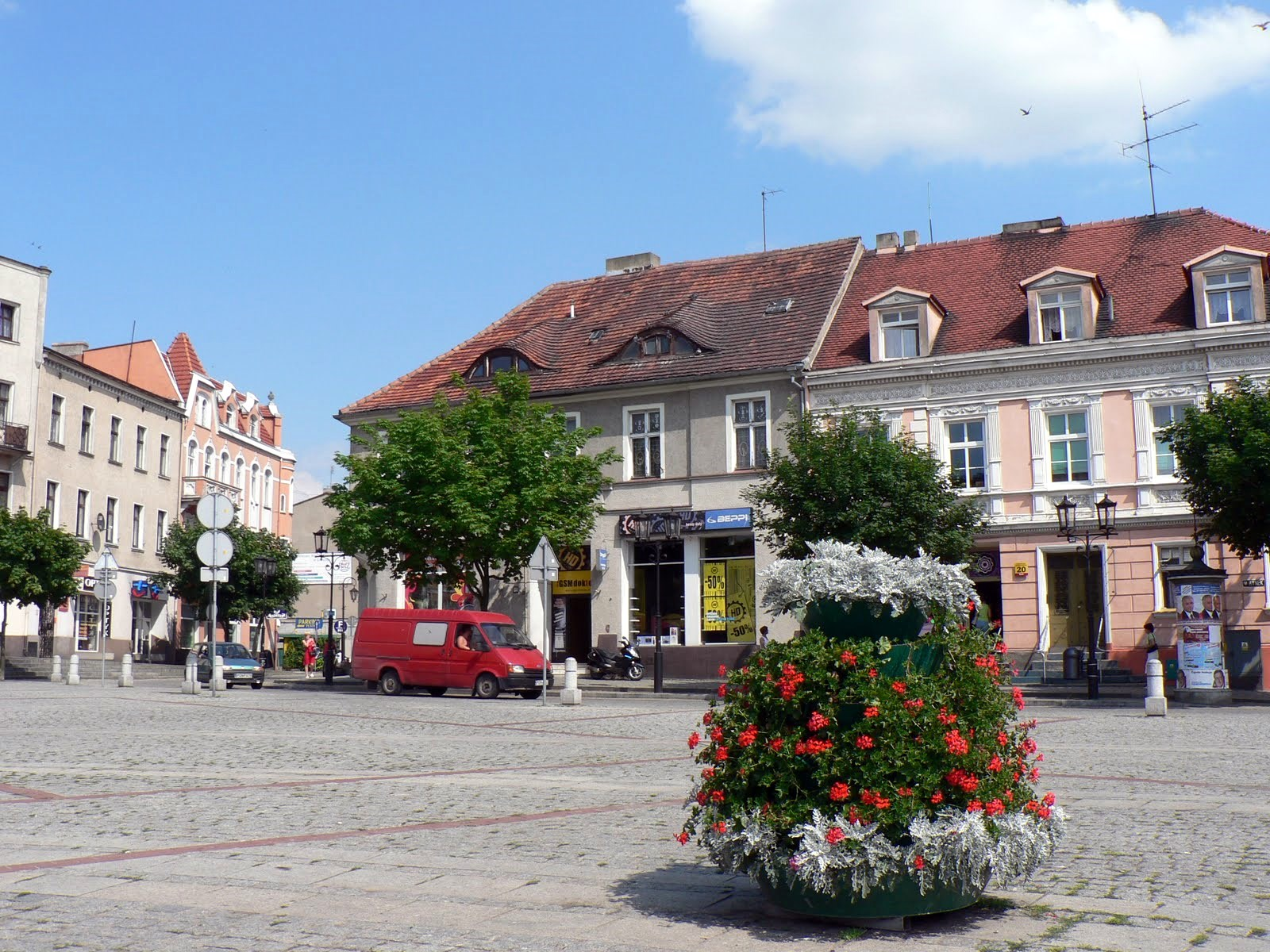
Náměstí